# مارتن كيون
مارتن كيون (بالإنجليزية: Martin Keown) مواليد 24 يوليو 1966 في أكسفورد، أكسفوردشير، إنجلترا، هو لاعب كرة قدم إنجليزي دولي سابق كان يلعب كمدافع. سبق له أن لعب في كأس العالم لكرة القدم مع منتخب بلاده. لعب خلال مسيرته 585 مباراة سجل خلالها 8 أهداف.

## مرحلة الشباب

### أندية لعب لها
- نادي أرسنال

## المسيرة الاحترافية

### أندية لعب لها
- نادي أرسنال
- أستون فيلا
- نادي إيفرتون
- ليستر سيتي
- نادي ريدينغ

## روابط خارجية
- مارتن كيون على موقع الاتحاد الدولي (مؤرشف)  (الإنجليزية)
- مارتن كيون على موقع الاتحاد الأوربي (الإنجليزية)
- مارتن كيون على موقع قاعدة بيانات كرة القدم.إي يو (الإنجليزية)
- مارتن كيون على موقع ناشيونال فوتبول تيمز (الإنجليزية)
- مارتن كيون على موقع Soccerbase.com (لاعب) (الإنجليزية)
- مارتن كيون على موقع Soccerway.com (الإنجليزية)
- مارتن كيون على موقع عالم كرة القدم.نت (الإنجليزية)